# جلابات
چ‍لابات أو كلابات منطقة عراقية، في غرب قضاء الرطبة، في غرب محافظة الأنبار، بالبادية العراقية، غرب العراق، قريبة من حدود السعودية.